# Wesoła
Wesoła je městský obvod ve Varšavě od 27. října 2002. Nachází se v jihozápadní části města. Městské výsady získala 17. prosince 1968. Tehdy město obsahovalo části Wola Grzybowska, Wesoła, Groszówka, Grzybowa, Zielona a Stara Miłosna. Rozvoj lokality probíhal kvůli její poloze a 3 důležitým cestám.
Dnes má rozlohu 22,6 km² a žije zde 18 482 obyvatel (2003).